# Kup europskih prvaka 1975./76. (košarka)
Ovo je devetnaesto izdanje Kupa europskih prvaka u košarci. Mobilgirgi Varese (prije Ignis Varese) obranio je naslov. Sudjelovale su 23 momčadi. Završnica je odigrana u Ženevi 1. travnja 1976. Jugoslavija je imala jednog predstavnika: KK Zadar.

## Turnir

### Poluzavršnica
- Real Madrid -  ASVEL 113:77, 99:101
- Mobilgirgi Varese -  Forst Cantù 95:85, 78:70

### Završnica
- Mobilgirgi Varese -  Real Madrid 81:74

- europski prvak:  Mobilgirgi Varese (peti naslov)
  - sastav ([1]): Bill Campion, Giulio Iellini, Maurizio Gualco, Mauro Salvaneschi, Marino Zanatta, Bob Morse, Aldo Ossola, Dino Meneghin, Enzo Carraria, Ivan Bisson, Sergio Rizzi, Alberto Mottini, Stefano Bechini, Riccardo Montesi, trener Sandro Gamba